# Municipio de Ferrells
El municipio de Ferrells (en inglés: Ferrells Township) es un municipio ubicado en el  condado de Nash en el estado estadounidense de Carolina del Norte. En el año 2010 tenía una población de 2.946 habitantes.

## Geografía
El municipio de Ferrells se encuentra ubicado en las coordenadas 35°52′18.56″N 78°9′6.97″O / 35.8718222, -78.1519361.